# Steiner Béla (labdarúgó)
Steiner Béla (Temesvár, 1907. január 24. – 1984. december 10.) magyar nemzetiségű román válogatott labdarúgó, hátvéd. Ikertestvére Steiner Rudolf szintén román válogatott labdarúgó volt. A sportsajtóban Steiner II néven volt ismert.

## Pályafutása

### A válogatottban
1926 és 1930 között tíz alkalommal szerepelt a román válogatottban. Részt vett az 1930-as világbajnokságon.

## Sikerei, díjai
- Román bajnokság
  - bajnok: 1924–25, 1925–26, 1926–27

## Statisztika

### Mérkőzései a román válogatottban
| Románia | Románia           | Románia          | Románia     | Románia  | Románia       | Románia            | Románia | Románia |
| #       | Dátum             | Helyszín         | Hazai       | Eredmény | Vendég        | Kiírás             | Gólok   | Esemény |
| ------- | ----------------- | ---------------- | ----------- | -------- | ------------- | ------------------ | ------- | ------- |
| 1.      | 1926. május 7.    | Isztambul        | Törökország | 1 – 3    | Románia       | barátságos         | -       |         |
| 2.      | 1927. május 10.   | Bukarest         | Románia     | 0 – 3    | Jugoszlávia   | Sándor király-kupa | -       |         |
| 3.      | 1927. június 19.  | Bukarest         | Románia     | 3 – 3    | Lengyelország | barátságos         | -       |         |
| 4.      | 1928. április 15. | Arad             | Románia     | 4 – 2    | Törökország   | barátságos         | -       |         |
| 5.      | 1929. április 21. | Bukarest         | Románia     | 3 – 0    | Bulgária      | barátságos         | -       |         |
| 6.      | 1929. május 10.   | Bukarest         | Románia     | 2 – 3    | Jugoszlávia   | barátságos         | -       |         |
| 7.      | 1929. október 6.  | Bukarest         | Románia     | 2 – 1    | Jugoszlávia   | Balkán-kupa        | -       |         |
| 8.      | 1930. május 4.    | Belgrád          | Jugoszlávia | 2 – 1    | Románia       | Sándor király-kupa | -       |         |
| 9.      | 1930. május 25.   | Bukarest         | Románia     | 8 – 1    | Görögország   | Balkán-kupa        | -       |         |
| 10.     | 1930. július 14.  | Montevideo (URU) | Románia     | 3 – 1    | Peru          | vb-csoportkör      | -       |         |
|         | Összesen          |                  |             | 10       | mérkőzés      |                    | 0       | gól     |